# Kršćansko-socijalna unija (Njemačka)
Kršćansko-socijalna unija u Bavarskoj (CSU, njem. Christlich-Soziale Union in Bayern) je kršćansko-konzervativna stranka u Bavarskoj. U njemačkom Bundestagu tvori zajednički Klub zastupnika (frakcija) sa sestrinskom strankom Kršćansko-demokratskom unijom (CDU, njem. Christlich-Demokratische Union). Predsjednik stranke je Markus Söder, počasni predsjednik je Edmund Stoiber.

## Politički profil
Temeljna načela CSU su konzervativizam, kršćanski pogled na svijet i federalizam. Iako konzervativna, CSU je izrazito napredna stranka. Temeljna vrijednost društva je obitelj i brak. CSU ih smatra kao prirodan način života i zastupa stajališta o zaštiti tih vrijednosti u njemačkom Ustavu. Protivi se istospolnim brakovima.
U unutarnjoj politici zastupa načelo jake države, čija je zadaća zaštita prava i slobode svojih građana. 

## CSU i Bavarska
CSU osnovana je na razini Bavarske odmah nakon Drugog svjetskog rata 8. siječnja 1946. Njezini osnivači bili su političari iz konzervativno-kršćanskog krugova iz predratne Bavarske pučke stranke (Bayerische Volkspartei).
Od 1957. neprekidno je vladajuća stranka u Bavarskoj. Kao takva smatra se najuspješnijom demokratskom strankom u Europi. Nakon Drugog svjetskog rata Bavarska je bila pretežito poljoprivredna zemlja i najsiromašnija pokrajina u Njemačkoj, danas je najbogatija industrijska pokrajina s visokom tehnologijom. Mnogi multi-nacionalni koncerni imaju svoje sjedište u Bavarskoj (primjer: BMW). 
Jedan od najpoznatijih političara je Franz Josef Strauß (*1915. u Münchenu, †1988 u Regensburgu), on je od 18. ožujka 1961. bio na čelu stranke 27 godina, pa sve do svoje smrti, a od 1978. do 1988. i predsjednik Slobodne Države Bavarske (Freistaat Bayern). 
CSU u Bavarskoj kontinuirano pobjeđuje na lokalnim izborima, te izborima za Bavarski parlament, njemački Bundestag i za Europski parlament. 

## Gubitak apsolutne većine
Na pokrajinskim izborima održanima 28. rujna 2008. stranka je dobila 43,4%, te je izgubila 17,3 % glasova. Po prvi puta od 1962. više nema apsolutnu većinu zastupnika u Bavarskom parlamentu. Predsjednik stranke Erwin Huber najavio je dva dana poslije svoju ostavku. Na izvanrednom stranačkom saboru održanom 25. listopada 2008. za novog predsjednika CSU-a izabran je dosadašnji prvi dopredsjednik i savezni ministar za prehranu, poljoprivredu i zaštiti potrošača Horst Seehofer.
Stranka je sklopila koalicijski sporazum s liberalima, te je 27. listopada 2008. izabrana nova koalicijska vlada CSU/FDP-a. Za Bavarskog predsjednika izabran je Horst Seehofer.

## Ustrojstvo
CSU ima 167.500 članova i organizirana je u 10 kotarskih i 108 okružnih organizacija. Najviše tijelo je stranački sabor (Parteitag), na kojem sudjeluju 1.000 izaslanika kotarskih i okružnih organizacija. Sabor zasjeda svake godine, a svake druge godine bira predsjednika, dopredsjednike, rizničara i članove u Odbor (Vorstand). 
Politički podmladak CSU-a Junge Union Bayern dio je Junge Union na saveznoj razini. CSU ima i druge zasebne organizacije među kojima i Zajednicu žena (Frauenunion) i Zajednicu umirovljenika (Seniorenunion). Stranačka politička zaklada Hanns-Seidel-Stiftung zasebna je institucija i djeluje u 60 zemalja svijeta, među kojima i u Hrvatskoj. Glasilo stranke Bayernkurier izlazi u 71.000 prodanih primjeraka.
Do listopada 2008. CSU u Bavarskom parlamentu (Bayerischer Landtag) imala je apsolutno većinu. Od 2003. do 2008. njen klub zastupnika brojila je 124 zastupnika, tj. 69% sastava parlamenta.
U Bundestagu zajedno sa sestrinskom strankom CDU tvori zajednički klub zastupnika (CDU/CSU Fraktion), a unutar nje organizirana je zasebna pokrajinska skupina (Landesgruppe).
Članica je Europske pučke stranke (EPP). U Europskom parlamentu ima devet zastupnika, njeni zastupnici članovi su kluba zastupnika Europske pučke stranke - Europski demokrati (EPP-ED)

## Predsjednici CSU-a
1. Josef Müller (17. prosinca 1945. – 28. svibnja 1949.)
2. Hans Ehard (28. svibnja 1949. – 22. siječnja 1955.)
3. Hanns Seidel (22. siječnja 1955. – 16. veljače 1961. - ostavka zbog teške bolesti)
4. Franz Josef Strauß (18. ožujka 1961. – 3. listopada 1988. - preminuo)
5. Theo Waigel (19. studenoga 1988. – 16. siječnja 1999.)
6. Edmund Stoiber (16. siječnja 1999. – 28. rujna 2007.)
7. Erwin Huber (28. rujna 2007. – 25. listopada 2008.)
8. Horst Seehofer (25. listopada 2008. – 19. siječnja 2019.)
9. Markus Söder (od 19. siječnja 2019.)

## Politika CSU-a prema Hrvatskoj
CSU je već u doba Franz Josef Strauß-a podržavala Hrvatsku kao suverenu državu. Vodstvo CSU-a imalo je u proljeće 1990. vrlo tjesnu suradnju s Hrvatskom demokratskom zajednicom, a od jeseni 1990. bavarska policija je podučavala izobrazbu hrvatske policije. Za vrijeme Domovinskog rata vrlo je bila angažirana u humanitarnim akcijama i među prvima je tražila priznavanje Hrvatske kao neovisne države. 
CSU je podupirao ulazak Hrvatske u punopravno članstvo u Europsku uniju, dok se izričito protivi ulasku Turske u EU.

## Vanjske poveznice
- Christlich-Soziale Union - službene stranice
- CSU-Fraktion im Bayerischen Landtag  klub zastupnika u Bavarskom parlamentu
- CSU-Landesgruppe skupina zastupnika CSU-a unutar Kluba zastupnika
- CDU/CSU Fraktion im Deutschen Bundestag stranica zajedničkog Kluba zastupnika
- CSU-Europagruppe skupina zastupnika CSU-a u Europskom parlamentu
- Erwin Huber  Arhivirana inačica izvorne stranice od 11. listopada 2007. (Wayback Machine) stranice predsjednika stranke Erwina Hubera